# Andrena bentoni
Andrena bentoni là một loài Hymenoptera trong họ Andrenidae. Loài này được Cockerell mô tả khoa học năm 1917.